# Faustino Anjorin
Faustino Adebola Rasheed „Tino“ Anjorin (* 23. November 2001 in Poole) ist ein englischer Fußballspieler, der beim FC Empoli unter Vertrag steht und aktuell an den FC Turin ausgeliehen ist.

## Karriere

### Verein
Faustino Anjorin wurde im südenglischen Poole geboren, sein Vater ist nigerianischer Abstammung. Er trat im Alter von sechs Jahren der U7-Mannschaft des FC Chelsea bei. Er durchlief daraufhin die gesamte Jugendakademie der Blues und wurde zur Saison 2017/18 in die U18-Mannschaft befördert. Sein erstes Tor für in der U18 Premier League erzielte er am 30. September 2017 (6. Spieltag) beim 6:1-Heimsieg gegen den FC Fulham U18. Am 30. April steuerte er zum 4:0-Rückspielsieg im Endspiel des FA Youth Cups einen Treffer und eine Vorlage bei. In dieser Saison 2017/18 erzielte er in 14 Ligaspielen fünf Tore und bereitete drei weitere Treffer vor.
Nachdem er zu Beginn der Saison 2018/19 in sechs Ligaspielen fünf Tore für die U18-Mannschaft erzielen konnte, wurde er in die Reservemannschaft FC Chelsea U23 befördert. Am 27. Oktober 2018 (9. Spieltag) debütierte er bei der 2:3-Heimniederlage gegen Brighton & Hove Albion U23, als er in der Halbzeitpause für George McEachran eingewechselt wurde und in der 73. Spielminute erzielte er bereits seinen ersten Treffer. In der Premier League 2 bestritt er sieben Ligaspiele, in denen er zwei Tore erzielte. In der U18 Premier League und in weiteren Pokalbewerben für Junioren kam er in 14 weiteren Spielen zum Einsatz, in denen er acht Treffer markierte.
Am 25. September 2019 bestritt er beim 7:1-Heimsieg gegen Grimsby Town sein Debüt für die erste Mannschaft, als er in der 67. Spielminute für Pedro eingewechselt wurde. In dieser Spielzeit 2019/20 kam er regelmäßig in der Premier League 2 zum Einsatz. Sein Debüt in der höchsten englischen Spielklasse absolvierte er am 8. März 2020 (29. Spieltag) beim 4:0-Heimsieg gegen den FC Everton, als er in der 71. Spielminute für Willian in die Partie gebracht wurde. Anfang Juni 2020 unterzeichnete Anjorin einen neuen Fünfjahresvertrag bei den Blues.
Im September 2021 wechselte Anjorin leihweise nach Russland zu Lokomotive Moskau. Für Lok kam er insgesamt zu sieben Einsätzen in der Premjer-Liga, ehe die Leihe Ende Januar 2022 vorzeitig beendet wurde. Kurz darauf wurde der 20-Jährige an den englischen Zweitligisten Huddersfield Town ausgeliehen. Nach einem Treffer in sieben Spielen der EFL Championship 2021/22 wurde die Ausleihe im Juli 2022 um eine weitere Saison verlängert.
Nach einer weiteren Leihe zum FC Portsmouth wechselte Anjorin im Sommer 2024 nach Italien zum FC Empoli. Für die Italiener bestritt er in der Spielzeit 2024/25, die für den Verein mit dem Abstieg in die Serie B endete, 22 Spiele und erzielte dabei zwei Tore. Anjorin verblieb jedoch in der Serie A und schloss sich leihweise, mit Kaufpflicht bei Erreichung festgelegter Bedingungen, dem FC Turin an.

### Nationalmannschaft
Faustino Anjorin ist durch seinen nigerianischen Vater sowohl für die englische als auch für die nigerianische Nationalmannschaft spielberechtigt.
Von Februar bis April 2017 bestritt er fünf Ligaspiele für die englische U16-Nationalmannschaft.
Im Mai 2018 nahm er mit der U17 an der U17-Europameisterschaft 2018 im eigenen Land teil, wo er in drei Spielen zum Einsatz kam. Im Halbfinale gegen die Niederlande, welches im Elfmeterschießen verloren ging, wurde er in der 65. Spielminute durch Elijah Dixon-Bonner ersetzt.
Von September bis November 2018 absolvierte er sieben freundschaftliche Länderspiele für die U18, in denen er vier Mal treffen konnte.
Im September 2019 wurde er für die U19 nominiert.